# Joan Osborne
Joan Elizabeth Osborne (Anchorage, Kentucky, 8 de julho de 1962) é uma cantora norte-americana mais conhecida apenas como Joan Osborne. Sua fama consagrou-se não só pelo seu trabalho com os membros dos The Dead, mas principalmente devido ao enorme sucesso da canção "One of Us" durante a década de 1990.

## Biografia
Originária de Louisville, subúrbio de Anchorage, Kentucky, Joan Osborne mudou-se para Nova Iorque no final de 1989, onde abriu a sua própria gravadora, Womanly Hips Music, com o intuito de lançar o seu primeiro álbum independente antes de ingressar num selo maior. Apresentando quatro regravações e o restante do repertório inédito, o seu primeiro álbum Soul Show: Live at Delta 88 foi gravado ao vivo, no dia 22 de maio de 1991, porque Joan buscava uma sonoridade de bar, muito diferente da que normalmente um álbum alcança durante a gravação em estúdio fechado.
Soul Show chamou a atenção da gravadora Mercury, que decidiu contratá-la em 1992 após a sua apresentação de What You Gonna Do num show beneficente no Brooklyn, que contou com a presença de David Byrne, Iggy Pop e Cyndi Lauper. A gravadora tratou logo de apostar suas fichas na nova artista e lançou, no ano seguinte, um EP intitulado Blue Million Miles, que trazia duas músicas inéditas e mais uma regravação de His Eyes Are a Blue Milion Miles, do Captain Beefheart. Foi feita uma breve divulgação nas rádios, para as quais a gravadora Womanly Hips Music liberou uma K7 demo com algumas músicas de Chick que, a princípio, seria o título de seu segundo álbum, incluindo as três faixas de "Blue Million Miles", a primeira versão em estúdio de "Crazy Baby" (ao som de violinos), "What You Gonna Do" e a inédita "The World Is a Genius".
Curiosamente a gravação de Chick tomou outro rumo quando, em 1994, a Mercury contratou o trio de compositores Rob Hyman, Eric Bazilian e Rick Chertoff, encarregados de produzir o segundo álbum de Joan. Relish, produto da parceria, saiu em março de 1995 e foi um sucesso de crítica nos primeiros meses, mas não de público. Somente quando, em novembro de 1995, o primeiro single, letra e música de Prince "One of Us" chegou a ficar em quarto lugar no Top da Billboard Hot 100, o álbum Relish alcançou notoriedade e grande repercussão mundial.
A música "One of Us" foi propositalmente muito mais orientada no estilo pop que o restante do álbum, mais voltado para o country, blues e folk music. Joan declarou mais tarde que precisou trabalhar bastante forçadamente a voz para que ela ganhasse uma entonação mais "suave" em "One of Us".

### Sucesso
Relish foi indicado a diversas categorias no 38º Grammy Awards de 1996, incluindo álbum do ano, gravação do ano ("One of Us"), canção do ano ("One of Us") e melhor performance rock vocal feminino ("St. Teresa"). Com mais de dois milhões de cópias vendidas só nos Estados Unidos, a súbita vendagem fez com que a mídia aclamasse Joan como uma das maiores revelações da música Pop rock nos anos 1990 e sendo comparada, inclusive, a Janis Joplin. Participou de diversos eventos ao lado de artistas consagrados como Bob Dylan, Melissa Etheridge e Luciano Pavarotti, com o qual dividiu os vocais num dueto de "St. Teresa" durante o concerto beneficente For War Child ("Para as crianças da guerra"). A divulgação do terceiro e último single, "Right Hand Man", acabou sendo ofuscada com a liberação de "Early Recordings", um relançamento do álbum Soul Show acrescido das músicas do EP Blue Million Miles sob o selo da gravadora Mercury.
Sua audiência cresceu significantemente com a sua performance de "Ladder" no evento Lillith Fair, em julho de 1997, que a colocou na mesma categoria das cantoras femininas de grande intensidade vocal como Tori Amos e Sarah McLachlan. Com a indicação da música "Spider Web" para o 39º Grammy Awards e a conquista do prêmio, Joan deu continuidade à turnê Relish por diversos países da Europa até agosto de 1998, quando participou de uma nova edição do Woodstock e apresentou, ao lado de Pete Townshend, Lou Reed e Ziggy Marley, o repertório de seu próximo álbum Curds and Whey.

### Desentendimentos
Em 1999 gravou a música tema de Kevin Costner para o filme For Love of The Game (Por Amor), intitulada "Baby Love", de sua própria autoria. Um single foi lançado e "Baby Love" alcançou modesta repercussão nas rádios estadunidenses, principalmente após o lançamento oficial do vídeo. No entanto a Mercury passou a negligenciá-la durante a gravação do terceiro álbum Curds and Whey e, no mesmo ano, recusou-se a lançá-lo. Indignada, Joan rompeu com a Mercury e partiu para a gravadora Interscope, onde gravou, em poucos meses, um outro repertório para o seu terceiro álbum, numa parceria com o produtor Mitchell Froom (visto que as músicas gravadas anteriormente já estavam registradas sob o selo da Mercury e não podiam ser mais reutilizadas), que recebeu o nome de Righteous Love, canção título incluída no seriado Sex and the City da HBO.
No entanto Righteous Love, lançado em setembro de 2000, não obteve êxito nas vendagens após a sua estreia na posição #90 no ranking da Billboard, e o seu primeiro single, "Safety In Numbers", ficou muito aquém da posição esperada nas rádios estadunidenses. O fracasso de "Righteous Love" foi responsabilizado principalmente pela falta de investimento da gravadora assim como pela longa espera da cantora em lançar um álbum subsequente ao seu grande sucesso Relish. Mesmo assim a regravação de "Love is Alive" foi escalada para ser tema de Liv Tyler no filme One Night at McCool's (Que Mulher é Essa?), e o vídeo oficial obteve uma pequena repercussão na MTV americana em maio de 2001.
Após o atentado de 11 de setembro de 2001, Joan dedicou-se à produção de um quarto álbum somente de regravações, cujo repertório o incidente lhe inspirara. How Sweet It Is, lançado em 2002, é uma coleção de clássicos do rock e da soul estadunidense, que vai desde "Axis: Bold as Live" do Jimmy Hendrix à "Love's in Need of Love Today" de Stevie Wonder. No mesmo ano participou do filme-documentário Standing in the Shadows of Motown e excursionou com a banda The Funk Brothers da Motown. Ela e sua banda acompanharam os Dixie Chicks para uma turnê nacional no verão de 2003, abrangendo as principais cidades da costa-oeste dos Estados Unidos. Durante esse tempo juntou-se aos roqueiros de São Francisco The Dead como vocalista e excursionou com a turnê que promovia o lançamento de How Sweet It Is.
Em 2004 gravou a inédita "Stand Back" para a trilha sonora do filme Raising Helen (Um Presente Para Helen), com Kate Hudson e grande elenco. Depois anunciou a sua saída do grupo The Dead, alegando que estava pronta para engravidar, fato que não aconteceu. No ano seguinte lançou, às vésperas do Natal, o álbum Christmas Means Love, apresentando músicas natalinas de sua autoria e algumas regravações. Christmas Means Love foi comercializado com exclusividade pela loja Barnes and Nobles dos Estados Unidos. Nesse período voltou aos palcos e viajou com o grupo Phil Lesh and Friends, enquanto preparava um novo álbum de músicas inéditas no estilo country. Pretty Little Stranger saiu no final de 2006 e contou com a produção de Steve Buckingham, ganhador de vários prêmios Grammy. Lá estão presente seis músicas de sua autoria, como "Shake The Devil" e "After Jane", que conta sobre o seu relacionamento com outra mulher (a própria Joan assumiu a sua bissexualidade em 2003).

### O Retorno
Em fevereiro de 2007 Joan apresentou-se no Grand Ole Opry e entrou novamente em estúdio para gravar Breakfast In Bed, um novo álbum mesclado de inéditas e regravações, dessa vez, da música soul. Assinou contrato com a Time-Life (que pertence à Time Warner) e lançou Breakfast In Bed em maio de 2007, com 16 músicas incluindo as duas músicas que havia gravado para a trilha sonora do documentário Standing in the Shadows of Motown em 2002: "Heat Wave" e "What Becomes of The Brokenhearted". O álbum obteve um sucesso de vendas na categoria e alcançou a posição #160 de vendas no ranking da Billboard. Foi lançado comercialmente na Europa, meses depois, onde saiu com a faixa bônus "Everybody Needs a Friend", da autoria de Curtis Mayfield. O sucesso impulsionou a Time-Life a relançar o álbum Christmas Means Love em outros países, no final de 2007.
Em 9 de setembro de 2008, Joan lançou o seu primeiro álbum totalmente de inéditas em 8 anos, intitulado Little Wild One. O álbum retomou o estilo pop rock do início da carreira e a parceria da cantora com os três grandes nomes por trás do sucesso de Relish (1995): Rob Hyman, Eric Bazilian e Rick Chertoff.

## Vida pessoal
Criada como  católica romana  , Osborne distanciou-se dessa instituição após  a infância, particularmente influenciada por dizer a seus pais que ela desejava se  tornar uma sacerdotisa  apenas para descobrir que a  tradição a proibia. Como adulta, ela se considera cética em relação à  religião organizada  em grande escala e se identifica como uma "pessoa espiritual " influenciada diretamente pelo  budismo  e  pelo cristianismo .  Originalmente de  Anchorage, Kentucky, um subúrbio de  Louisville  , Osborne mudou-se para a cidade de Nova Iorque no final dos anos 1980. Osborne afirmou que sente um apego particular à cidade, particularmente ao  bairro de Brooklyn.  O seu interesse pela cultura, história e sociedade de  música  Boerum  Hill  tem múltiplas influências na sua obra.   Além disso, ela expressou admiração pela  poesia americana  , especialmente as obras de  Walt Whitman  , e citou isso como uma grande inspiração para suas  composições. 
Em uma entrevista a Kelly McCartney em 2003, Joan falou sobre a sua bissexualidade: "Eu definitivamente me relacionei com poucos homens, assim como foram poucos os meus encontros eróticos com mulheres. Sempre estabeleci um pensamento a respeito de mim mesma como uma pessoa heterossexual e, por outro lado, há exceções quando penso em mulheres particularmente sexy e atraentes e quando elas sentem o mesmo por mim. Assim penso: "por que não?" Eu direi que as mulheres por quem estive mais atraída possuíam as curvas mais voluptuosas."[carece de fontes?]

## Discografia

### Álbuns
- Soul Show: Live at Delta 88 (1991)
- Relish (1995)
- Early Recordings (1996)
- Righteous Love (2000)
- How Sweet It Is (2002)
- One of Us (2005)
- Christmas Means Love (2005)
- Pretty Little Stranger (2006)
- Breakfast in Bed (2007)
- Little Wild One (2008)
- Bring It On Home (2012)
- Love and Hate (2014)
- Songs of Bob Dylan (2017)
- Trouble and Strife (2020)

### Singles
| Ano  | Título              | Posições                                                     |
| ---- | ------------------- | ------------------------------------------------------------ |
| 1995 | "One of Us"         | EUA #4 Platina (1), UK #2, AU #1, JP #1, CA #1, CH #1, IT #3 |
| 1996 | "St. Teresa"        | EUA #48, UK #37, AU #42, JP #75                              |
| 1996 | "Right Hand Man"    |                                                              |
| 1999 | "Baby Love"         | EUA #75                                                      |
| 2000 | "Safety in Numbers" |                                                              |
| 2001 | "Love is Alive"     | EUA #88, AU #67                                              |
| 2003 | "I'll Be Around"    |                                                              |
| 2007 | "Cream Dream"       |                                                              |

### Participações
- 1990 - Blues Traveler: Blues Traveler - "Warmer Days" e "100 Years"
- 1996 - Cracker: The Golden Age - "Nothing to Believe In" (vocal de apoio)
- 1996 - VH1 Crossroads CD - "Bring Me Some Water" (ao vivo, com Melissa Etheridge)
- 1996 - Charlie Terrell: Beautiful Side of Madness - "Beautiful Side Of Madness"
- 1996 - Pavarotti & Friends for War Child - "St. Teresa" e "Gesu Bambino" (ao vivo, com orquestra)
- 1996 - Mr. Wrong (Deu Tudo Errado) OST - "Strenuous Acquaintances"
- 1997 - Spearhead: Chocholate Supa Highway - "Wayfarin' Stranger"
- 1997 - Snow Angels: A Hear Music Holiday Collection CD - "Children, Go Where I Send Thee" (a capella)
- 1997 - A Home for the Holidays CD - "Children, Go Where I Send Thee"
- 1998 - Largo: Hand In Mine - "An Uncommon Love"
- 1998 - Lilith Fair: A Celebration of Women 2CDs- "Ladder" (ao vivo)
- 1998 - Debby Schwartz: Wrongs of Passage (vocal de apoio)
- 1998 - Randy Scruggs: Crown of Jewels - "Passin' Thru"
- 1998 - Schoolhouse Rocks the Vote OST - "I'm Just A Bill" (com Isaac Hayes)
- 1999 - The Chieftains: Tears of Stone - "Raglan Road"
- 1999 - Indigo Girls: Come on Now Social (vocal de apoio)
- 1999 - The '60s OST - "Chimes Of Freedom" (com Bob Dylan)
- 1999 - The Other Sister (Simples Como Amar) OST - "At Last"
- 1999 - For Love of the Game (Por Amor) OST - "Baby Love"
- 2000 - Big Mon: The Songs of Bill Monroe CD: "On the Old Kentucky Shore" (com Ricky Skaggs)
- 2000 - Where the Heart Is (Onde Mora o Coração) OST - "Rowdy Booty Time" (com Tommy Simms)
- 2000 - Steal This Movie (Roube Este Filme!) OST - "My Back Pages" (com Jackson Browne)
- 2001 - The Holmes Brothers: Speaking In Tongues (produção e vocal de apoio)
- 2002 - Standing in the Shadows of Motown OST -  "What Becomes Of The Brokenhearted" e "Heat Wave" (ao vivo com The Funk Brothers)
- 2003 - Shout, Sister, Shout: A Tribute to Sister Rosetta Tharpe CD - "Nobody's Fault But Mine" (com The Holmes Brothers)
- 2003 - Songs For Life CD - "Love's In Need Of Love Today" (ao vivo)
- 2003 - Just Because I'm a Woman: The Songs of Dolly Parton CD - "Do I Ever Cross Your Mind"
- 2004 - Indigo Girls: All That We Let In (vocal de apoio)
- 2004 - Greg Osby: Public - "Lover Man" (ao vivo)
- 2004 - Raising Helen (Um Presente Para Helen) OST - "Stand Back"
- 2004 - Bridge to Havana (Ponte Para Havana) OST - "Just To Be Alone With You" (ao vivo e estúdio)
- 2005 - Radio Woodstock: 25th Anniversary CD - "One Of Us" (ao vivo)
- 2005 - Vivian Campbell: Two Sides Of If - "Spoonful"
- 2006 - Phil Lesh & Friends: Live at The Warfield Theater (CD e DVD)
- 2007 - The Holmes Brothers: State of Grace - "Those Memories of You"